# Chris Waddle
Christopher Roland "Chris" Waddle (født 14. december 1960 in Felling, Tyne and Wear) er en engelsk fodboldspiller, manager og nuværende fodboldkommentator. Han har spillet for 14 klubber i sin mangeårige karriere. Han deltog desuden ved VM i fodbold 1986. 